# Teddy Trabichet
Teddy Trabichet (* 10. März 1987 in Échirolles) ist ein ehemaliger französischer Eishockeyspieler. Sein Bruder Cyril war ebenfalls professioneller Eishockeyspieler.

## Karriere
Teddy Trabichet begann seine Karriere als Eishockeyspieler in der Nachwuchsabteilung der Brûleurs de Loups de Grenoble, für deren Profimannschaft er in der Saison 2005/06 sein Debüt in der Ligue Magnus, der höchsten französischen Spielklasse, gab. Mit Grenoble wurde der Verteidiger 2007 und 2009 jeweils Französischer Meister. Zudem gewann er mit seiner Mannschaft 2008 und 2009 jeweils die Coupe de France, 2007 und 2009 die Coupe de la Ligue und 2008 die Trophée des Champions.
Zur Saison 2009/10 wechselte Trabichet innerhalb der Ligue Magnus zu den Gothiques d’Amiens, für die er in den folgenden drei Jahren regelmäßig auf dem Eis stand. In seiner ersten Spielzeit in Amiens wurde er zudem in das All-Star Team der Ligue Magnus gewählt. Im Sommer 2012 wurde er von den Diables Rouges de Briançon verpflichtet. Dort verweilte er zwei Spielzeiten, ehe der Verteidiger zu den Rapaces de Gap wechselte, für die er ebenfalls zwei Saisons auf dem Eis stand. Es folgte zur Saison 2016/17 die Rückkehr zu den Brûleurs de Loups de Grenoble. Seine Karriere ließ er von 2020 bis 2023 beim französischen Drittligisten Ours de Villard-de-Lans ausklingen.

### International
Für Frankreich nahm Trabichet im Juniorenbereich an der U18-B-Weltmeisterschaft 2005 sowie den U20-Junioren-B-Weltmeisterschaften 2006 und 2007 teil. Im Seniorenbereich stand er bei den A-Weltmeisterschaften 2008, 2011, 2015 und 2016 im Aufgebot seines Landes.

## Erfolge und Auszeichnungen
| - 2007 Französischer Meister mit den Brûleurs de Loups de Grenoble - 2007 Coupe de la Ligue mit den Brûleurs de Loups de Grenoble - 2008 Coupe de France mit den Brûleurs de Loups de Grenoble - 2008 Trophée des Champions mit den Brûleurs de Loups de Grenoble - 2009 Französischer Meister mit den Brûleurs de Loups de Grenoble - 2009 Coupe de France mit den Brûleurs de Loups de Grenoble - 2009 Coupe de la Ligue mit den Brûleurs de Loups de Grenoble - 2010 Ligue Magnus All-Star Team | - 2014 Französischer Meister mit den Diables Rouges de Briançon - 2014 Coupe de France mit den Diables Rouges de Briançon - 2015 Französischer Meister mit den Rapaces de Gap - 2015 Ligue Magnus Playoffs MVP - 2016 Coupe de la Ligue mit den Rapaces de Gap - 2017 Coupe de France mit den Brûleurs de Loups de Grenoble - 2019 Französischer Meister mit den Brûleurs de Loups de Grenoble |